# Лефкади
Лефкади (грч. Λευκάδι) је насељено место у општини Горуша у периферији Западна Македонија, Грчка. Према попису из 2021. године било је 9 становника.
Према бугарском географу и историчару, Василу Канчову, у Лефкадију је 1900. године живело 100 Грка муслимана (Валахади). Лефкади се налази у области Населица, која је некада била насељена словенским становништвом које је касније хеленизовано. Године 1923. муслиманско становништво је принудно исељено у Турску а на њихово место је насељено 34 грчких избегличких породица, којих је на попису из 1928. године било 122. Село се раније звало Вињани.